# Neunkirchen (Baden-Württemberg)
Neunkirchen è un comune tedesco situato nel land del Baden-Württemberg.